# Тоскијан (Белуно)
Тоскијан је насеље у Италији у округу Белуно, региону Венето.
Према процени из 2011. у насељу је живело 120 становника. Насеље се налази на надморској висини од 462 м.